# سیارک ۱۲۵۶
سیارک ۱۲۵۶ (به انگلیسی: 1256 Normannia، نامگذاری:1932PD) هزار و دویست و پنجاه و ششمین سیارک کشف شده‌است که در ۸ اوت ۱۹۳۲ و در هایدلبرگ کشف شد.
قدر مطلق سیارک برابر ۹٫۶۶ است.